# Najas guadalupensis
Najas guadalupensis, i svensk handel kallad guppygräs, är en art av najasar bland dybladsväxterna. Arten blev först vetenskapligt beskriven år 1824 av den tyske botanikern Kurt Sprengel, och fick år 1870 sitt nu gällande vetenskapliga namn av Paul Wilhelm Magnus, även han tysk botaniker. Vid goda ljusförhållanden kan den vara mycket snabbväxande, och förekommer bland annat därför relativt ofta inom akvaristiken.

## Underarter
Arten delas in i följande underarter:
| Underarter                 | Auktorsnamn                               |
| -------------------------- | ----------------------------------------- |
| N. g. subsp. floridana     | R.R.Haynes & W.A.Wentz                    |
| N. g. subsp. guadalupensis | (Spreng.) Magnus                          |
| N. g. subsp. muenscheri    | (R.T.Clausen) R.R.Haynes & Hellq.         |
| N. g. subsp. olivacea      | (Rosendahl & Butters) R.R.Haynes & Hellq. |